# Ка Маринело (Венеција)
Ка Маринело (итал. Ca' Marinello) је насеље у Италији у округу Венеција, региону Венето.
Према процени из 2011. у насељу је живело 21 становника. Насеље се налази на надморској висини од 2 м.